# Erkkola
Erkkola är en villa vid Tusby Strandväg i norra Tusby kommun i Finland.
Juhana Heikki Erkko ville bo nära torpet Syvälahti, som var den av honom beundrade Aleksis Kivis sista boning. Han lät bygga Erkkola efter ritningar av Pekka Halonen och arbetet avslutades sommaren 1902. Huset uppfördes i nationalromantisk stil med en eldstad i grönglaserat tegel. J. H. Erkko bodde i huset fram till sin död fem år senare. 
Erkkola är en tvåvåningsbyggnad med åtta rum, uppförd på en 2 130 kvadratmeter stor tomt.  
Tusby kommun köpte huset 2006 och det används nu som museum och utställningslokal för konst.

## Bildgalleri

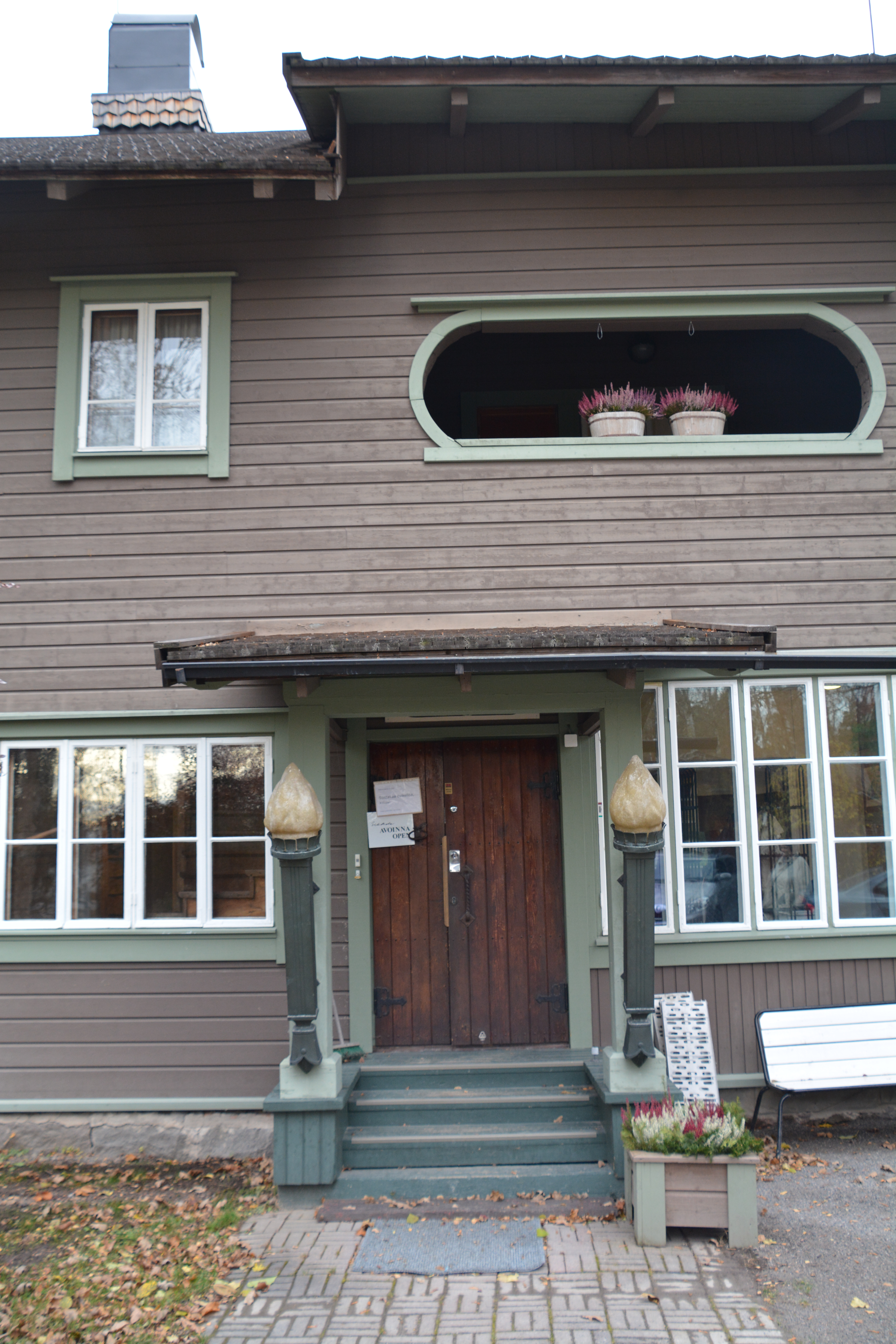
Entrén till Erkkola
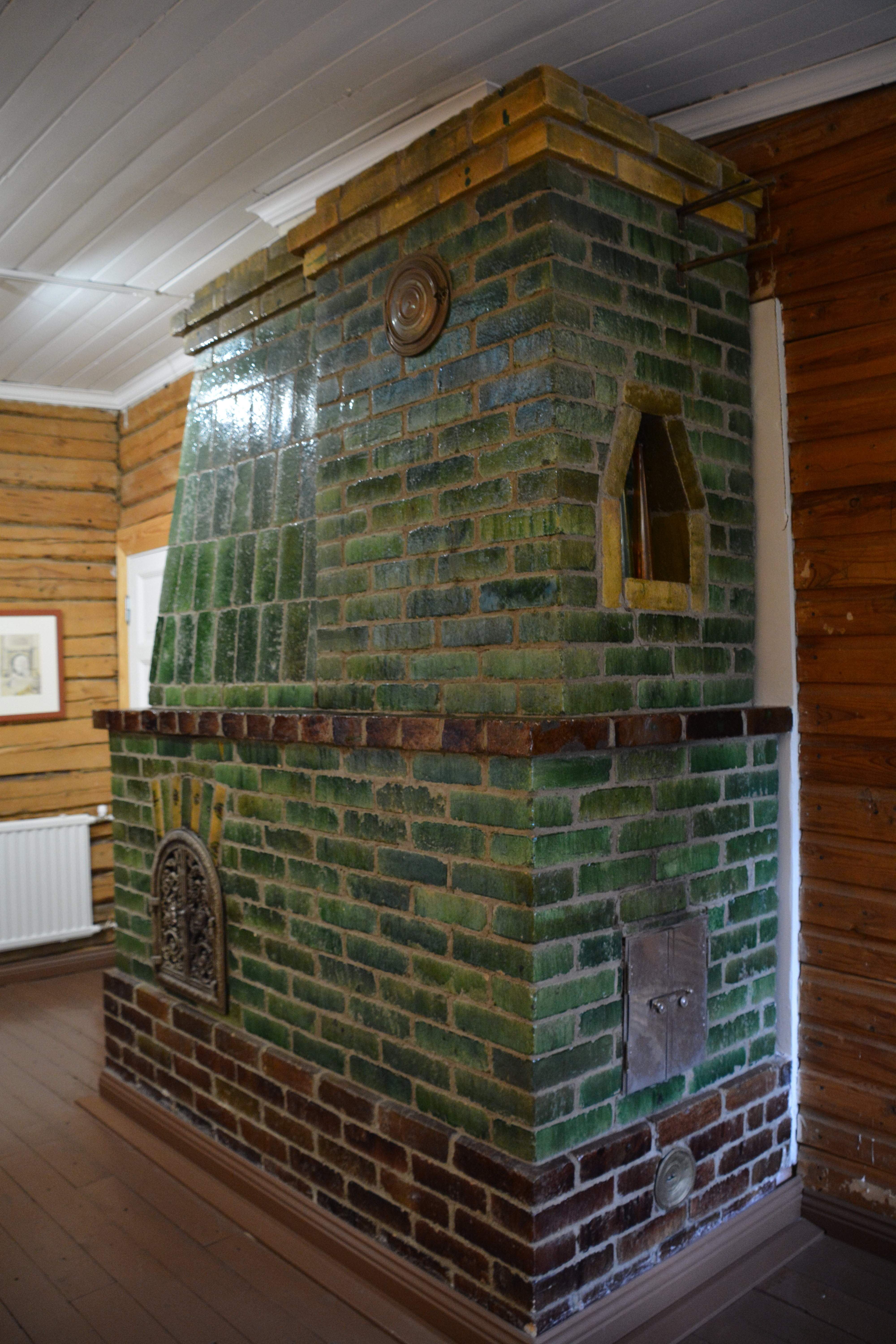
Kakelugn i Erkkola